# Avenida Euclid (línea de la Calle Fulton)
La Avenida Euclid es una estación en la línea de la Calle Fulton del metro de la ciudad de Nueva York. Localizada en la intersección de la Avenida y la Avenida Pitkin en Brooklyn, es servida todo el tiempo por los trenes del servicio A, y todo el tiempo por los trenes del servicio C excepto en las madrugadas.
Esta es una estación expresa, con cuatro vías y dos plataformas centrales. Tiene los mismos azulejos de 10" × 5" que las siguientes estaciones norte.

## Conexiones de autobuses
- B13
- Q7: vía el Bulevar Rockaway hacia el área de carga del Aeropuerto JFK
- Q8: vía la Avenida 101 hacia Jamaica